# Soyland Town
Soyland Town är en by i civil parish Ripponden, i distriktet Calderdale, i grevskapet West Yorkshire, i England. Byn är belägen 8 km från Halifax. Soyland var en civil parish 1866–1937 när blev den en del av Ripponden. Civil parish hade 3 059 invånare år 1931. Soyland var ett distrikt 1894–1937 när blev den en del av Ripponden.